# Sinovectomia
L'Artrectomia (Del grec arthron, articulació, i ektomé, ablació) o Sinovectomia és una intervenció quirúrgica que consisteix a obrir àmpliament una articulació malalta i extirpar completament la càpsula sinovial i les fungositats que aquesta pugui contenir, però respectant les extremitats articulars.
És una de les opcions de tractament per a determinades malalties que afecten la membrana sinovial com:
- Artritis reumatoide severa o l'artritis idiopàtica juvenil
- Hemartrosi
- Osteocondromatosi sinovial
- Condromatosi sinovial
- Sinovitis vil·lonodular pigmentada